# Kileskus
Kileskus är ett släkte med dinosaurier som anses ha varit avlägset besläktade med den mer välkända Tyrannosaurus. Kileskus har hittats i västra Sibirien, Ryssland, där den anses ha levt under Mellersta Jura för omkring 165 milj. år sedan. Släktet är endast känt från fragmentariska fossil: några bitar från skallen, ett mellanhandsben och falang, samt delar av vänster fot. Kileskus räknas till Proceratosauridae, en familj som betraktas som primitiva medlemmar inom överfamiljen Tyrannosauroidea. Nära släktingar till Kileskus var bland annat Guanlong och Proceratosaurus.

## Beskrivning

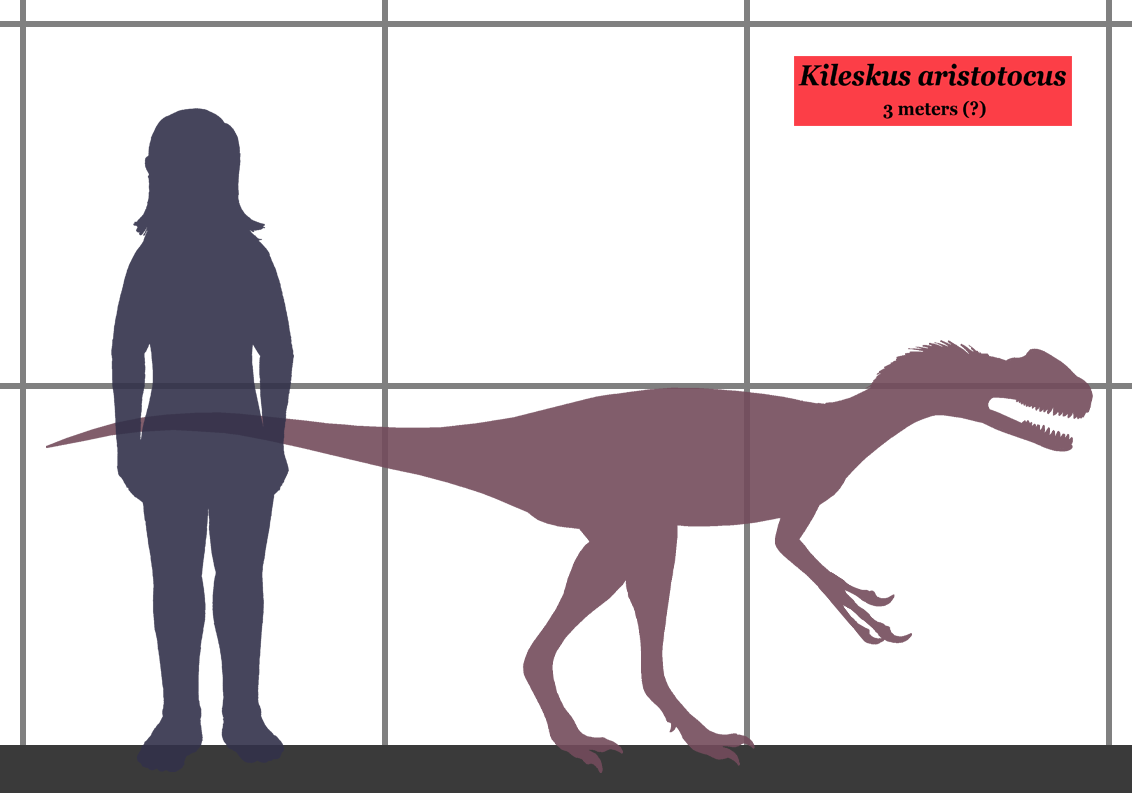
Kileskus storlek i jämförelse med en människa.

Eftersom Kileskus är så inkomplett kan man inte säga säkert hur stor den blev. Möjligtvis mätte den cirka 3 meter från nos till svansspets, ungefär samma storlek som sin kusin Guanlong. Liksom sina närmaste släktingar gick Kileskus förmodligen uteslutande på bakbenen, och balanserade kroppen med en lång svans. Frambenen var troligen relativt korta, men ändock proportionerligt längre än hos Tyrannosauriderna, och bar troligtvis 3 långa fingrar var. Det är också möjligt att den hade någon form av kam eller horn på huvudet, vilket är känt från andra Proceratosaurider.